# François Louis Michel
Pour les articles homonymes, voir François Michel (homonymie) et Michel (patronyme).
François Louis Michel, né le 13 décembre 1774 à Gingins (canton de Vaud) et mort le 1er juillet 1848 à Besançon, est un juge, un commerçant et une personnalité politique suisse.

## Biographie
De confession protestante, originaire de Gingins, François Louis Michel est le fils de Jaques Samuel Michel. Il épouse en premières noces Louise Susanne Reverdin puis, en 1836, en secondes noces, Jeanne Marie Salomé Sestié. Il s'installe en 1800 à Nyon, où il dirige dès 1819, associé à Louis Henri Giral, Conseiller municipal, une maison de commerce spécialisée dans les prêts et les placements de capitaux. Les deux hommes diversifient leur offre en 1831 en fabriquant du chocolat et du vinaigre. La société est mise en liquidation en 1832. François Louis Michel est en outre juge au tribunal de district dès 1819 (il en est le président de 1826 à 1831) et président de la régie des postes de 1832 à 1835.

### Parcours politique
François Louis Michel est Conseiller communal de Nyon ainsi que secrétaire municipal entre 1803 et 1815. Il est député au Grand Conseil vaudois dès 1831. Il est élu la même année au Conseil d'État et en démissionne en 1835, en proie à des problèmes financiers. Il rejoint alors son fils Jules Michel, négociant à Besançon,.